# Sertularella diaphana
Sertularella diaphana is een hydroïdpoliep uit de familie Sertulariidae. De poliep komt uit het geslacht Sertularella. Sertularella diaphana werd in 1885 voor het eerst wetenschappelijk beschreven door Allman. 